# Bengt Odlöw
Bengt Arvid Odlöw, född 3 november 1941 i Gustav Adolfs församling i Borås, är en socialdemokratisk politiker i Mölndal. Bengt Odlöw var kommunalråd i Mölndals kommun 1984–2006. Han avgick i samband med valförlusten 2006 från posten som ordförande i kommunstyrelsen.
Av Odlöws förtroendeuppdrag märks bland annat uppdragen som ledamot i styrelserna för Göteborgs universitet, Sahlgrenska Universitetssjukhuset och uppdraget som ordförande i Svenska Dragkampförbundet.